# CGTN 라디오
CGTN 라디오(CGTN Radio, 중국어: 中国国际广播电台英语环球广播)은 중국국제텔레비전의 라디오 채널이다.